# Lee Spick
Lee Spick, angleški igralec snookerja, * 25. april 1980, † 26. januar 2015.

## Kariera
Spick se je na katerem koli od jakostnih turnirjev doslej uvrstil med najboljših 48 igralcev trikrat, kar so tudi njegovi najboljši dosežki na jakostnih turnirjih. Prvič mu je to uspelo na Svetovnem prvenstvu 2006, ko se je uvrstil v zadnji krog kvalifikacij, kjer ga je  z 10-9 tesno izločil John Parrott. V kvalifikacijah za Svetovno prvenstvo 2005 je najprej premagal Davida Gilberta (10-5) in nato še danes enega najboljših igralcev v karavani, Kitajca Dinga Junhuija (10-7). Njegovo pot je nato v naslednjem krogu kvalifikacij končal Stuart Bingham z izidom 10-2.
Na turnirju China Open, leta 2007, je ponovil uvrstitev med najboljših 48 igralcev na jakostnem turnirju. Tam mu je to uspelo z zmagami nad Jeffom Cundyjem, Tonyjem Dragom in Dominicom Dalom. Prav tako leta 2007 je dosegel tudi mogoče svojo največjo zmago v karieri, ko v kvalifikacijah za turnir UK Championship izločil Jimmyja Whita z 9-7. V naslednjem krogu je bil nato od njega boljši Andrew Higginson.
Sezona 2008/09 je bila zanj dokaj skromna. Kljub temu pa jo je končal s ponovitvijo svojega najboljšega dosežka na jakostnih turnirjih: uvrstitvijo med najboljših 48 igralcev. To mu je še tretjič uspelo v kvalifikacijah za Svetovno prvenstvo 2009, ko je bil po zmagah nad Stephenom Craigiejem, Barryjem Pinchesom in Adrianom Gunnellom blizu uvrstitvi na glavni del prvenstva, a ga je nato potrl šestkratni svetovni prvak, veteran med karavano, Steve Davis. Davis ga je porazil z rezultatom 10-8.